# Еспартінас
Еспартінас (ісп. Espartinas) — муніципалітет в Іспанії, у складі автономної спільноти Андалусія, у провінції Севілья. Населення — 13 166 осіб (2010).
Муніципалітет розташований на відстані близько 400 км на південний захід від Мадрида, 10 км на захід від Севільї.

## Демографія
Динаміка населення (INE ):

## Галерея зображень

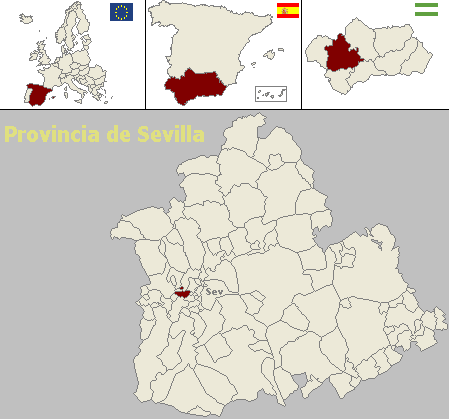
Розташування муніципалітету Еспартінас у провінції Севілья